# Schernikau (Bismark)
Schernikau ist eine Ortschaft und ein Ortsteil der Stadt Bismark (Altmark) im Landkreis Stendal in Sachsen-Anhalt.

## Geographie

### Lage
Schernikau, ein Straßendorf mit Kirche, liegt etwa sechs Kilometer westlich von Stendal in der südöstlichen Altmark in einem leicht hügeligen Gebiet, das nach Süden und Osten allmählich zum Uchtetal abfällt. Im Südwesten des Dorfes strömt der Dreschgraben, im Nordosten erhebt sich der etwa 57 Meter hohe Windberg.
Nachbarorte sind Steinfeld (Altmark) im Westen, Darnewitz und Schinne im Nordwesten, Belkau und Neuendorf am Speck im Norden, Borstel im Osten, Uenglingen im Südosten und Schönfeld im Südwesten.

### Ortschaftsgliederung
Die Ortschaft besteht aus dem Gebiet der ehemaligen Gemeinde Schernikau. Dazu gehören der Ortsteil Schernikau mit dem Wohnplatz Hof Muhl, eine ehemalige Ziegelei, und der Ortsteil Belkau.

## Geschichte

### Mittelalter bis Neuzeit

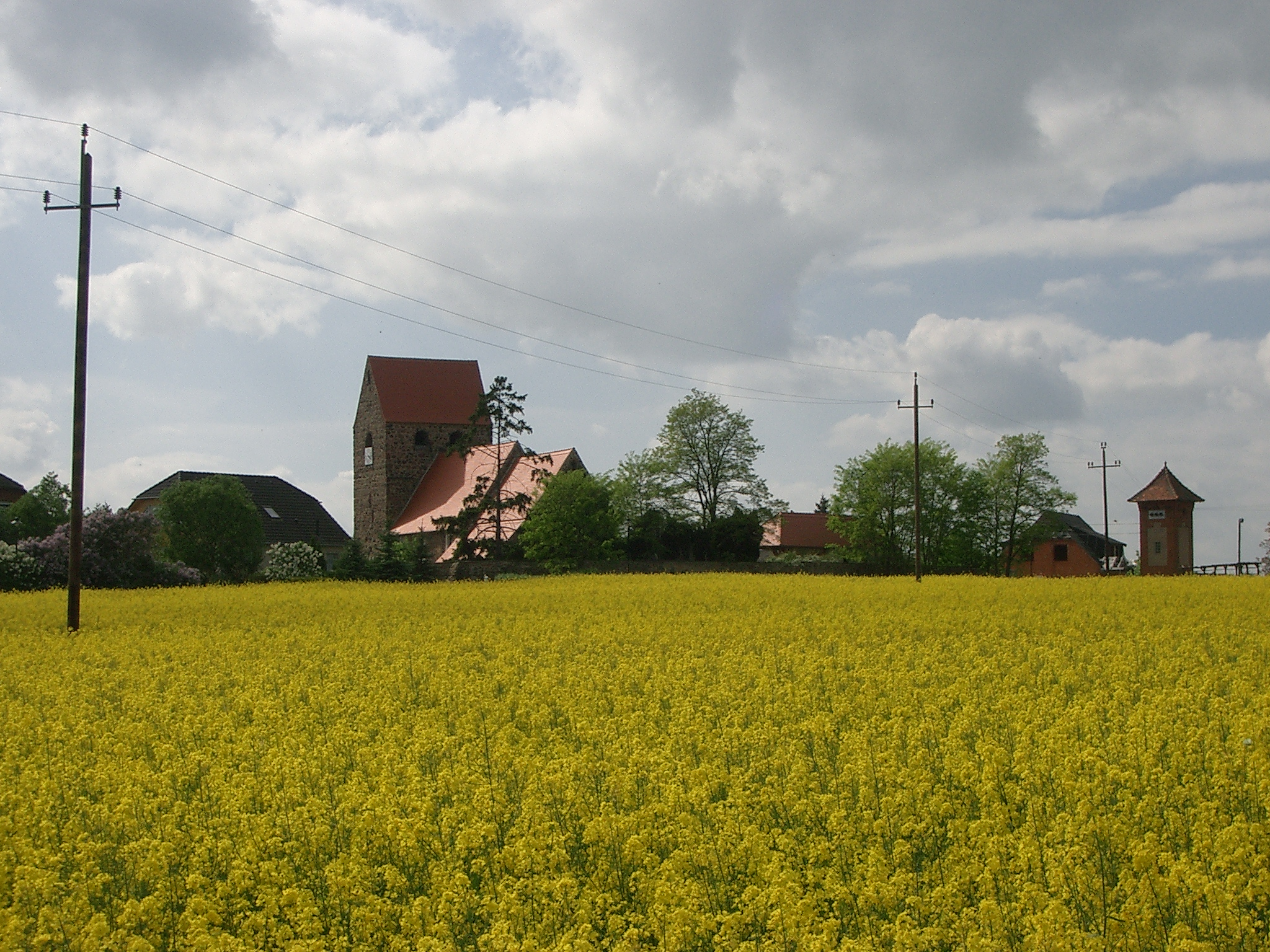
Dorfansicht

Das Dorf wurde 1292 erstmals urkundlich als villa Scernekaw erwähnt, als die Markgrafen Otto IV. und Konrad dem Domstift Stendal einige Hufen und Rechte in Schwechten und Schernikau übereigneten. Im Landbuch der Mark Brandenburg von 1375 wird das Dorf als Scernekow und als Schernekow mit 33 Hufen aufgeführt. Weitere Nennungen sind 1434 schernekow, 1472 scherdow, 1551 Schernikow mit Pfarrhaus und Küsterhäuslein, 1687 Schernickow, sowie 1804 Schernekau oder Schernekow, ein Dorf mit Leineweber, Schmiede und Windmühle.
Bei der Bodenreform wurden 1945 ermittelt: 26 Besitzungen unter 100 Hektar hatten zusammen 622 Hektar, eine Kirchenbesitzung umfasste 42 Hektar Land. Enteignet wurden 61 Hektar, davon wurden 60 Hektar auf 9 Siedler aufgeteilt.
Im Jahr 1952 entstand die erste Landwirtschaftliche Produktionsgenossenschaft, die LPG Typ I „Robert Dittmann“, die 1953 zu Typ III überging.

### Archäologie
Nordöstlich des Dorfes befindet sich das stark zerstörte Großsteingrab Schernikau. Es stammt aus der mittleren Jungsteinzeit.
Eine neolithische Siedlung östlich des Dorfes ist als Bodendenkmal geschützt. 1975 führte das Altmärkische Museum hier eine Ausgrabung durch.
Etwa zu Beginn des 20. Jahrhunderts wurden bei Schernikau gefunden: ein Kniefibel aus Bronze, deren Verbleib nicht bekannt ist und eine weitmundige Schale, die an das Altmärkische Museum in Stendal übergeben wurde.

### Herkunft des Ortsnamens
Heinrich Sültmann führt die Ortsnamen 1292 scernekaw, 1375 scerneco, 1434 schernekow auf die slawischen Wörter „carne, corne“ für „schwarz“ zurück und übersetzt den Ortsnamen mit „Haus des Schwarzen“. Ähnlich Aleksander Brückner, er leitet den Namen von den Wörtern „črьnь“ und „čarny“ für „schwarz“ ab.

### Eingemeindungen
Ursprünglich gehörte das Dorf zum Stendalischen Kreis der Mark Brandenburg in der Altmark. Zwischen 1807 und 1813 lag der Ort im Landkanton Stendal im Distrikt Stendal auf dem Territorium des napoleonischen Königreichs Westphalen. Ab 1816 gehörte die Gemeinde zum Kreis Stendal, dem späteren Landkreis Stendal.
Bei der Gebietsreform vom 25. Juli 1952 kam Schernikau in den neu entstandenen Kreis Stendal im Bezirk Magdeburg. Am 1. Juli 1973 wurde die Gemeinde Belkau aus dem Kreis Stendal in die Gemeinde Schernikau eingemeindet. Am 1. Juli 1994 kam die Gemeinde Schernikau zum heutigen Landkreis Stendal.
Bis zum 31. Dezember 2009 war Schernikau eine selbstständige Gemeinde mit dem zugehörigen Ortsteil Belkau.
Durch einen Gebietsänderungsvertrag beschloss der Gemeinderat der Gemeinde Schernikau am 23. Juni 2009, dass die Gemeinde aufgelöst und mit anderen Gemeinden zu einer neuen Einheitsgemeinde mit dem Namen Stadt Bismark (Altmark) vereinigt wird. Dieser Vertrag wurde vom Landkreis als unterer Kommunalaufsichtsbehörde genehmigt und trat am 1. Januar 2010 in Kraft.
In der eingeflossenen Gemeinde und nunmehrigen Ortschaft Schernikau wurde ein Ortschaftsrat mit fünf Mitgliedern einschließlich Ortsbürgermeister gebildet.

### Einwohnerentwicklung

#### Gemeinde
| Jahr | Einwohner |
| ---- | --------- |
| 1734 | 140       |
| 1772 | 153       |
| 1790 | 159       |
| 1798 | 142       |
| 1801 | 156       |
| 1818 | 149       |
| 1840 | 182       |
| 1864 | 213       |

| Jahr | Einwohner |
| ---- | --------- |
| 1871 | 206       |
| 1885 | 243       |
| 1892 | [0]253    |
| 1895 | 252       |
| 1900 | [0]231    |
| 1905 | 240       |
| 1910 | [0]236    |
| 1925 | 244       |

| Jahr | Einwohner |
| ---- | --------- |
| 1939 | 228       |
| 1946 | 411       |
| 1964 | 337       |
| 1976 | 300       |
| 1981 | 452       |
| 1985 | [00]438   |
| 1990 | [00]397   |
| 1993 | 399       |

| Jahr | Einwohner |
| ---- | --------- |
| 1995 | [00]347   |
| 1998 | [00]408   |
| 2000 | [00]406   |
| 2002 | [00]432   |
| 2006 | [00]450   |
| 2007 | [00]449   |
| 2008 | [00]448   |
| 2009 | [00]437   |

Quelle, wenn nicht angegeben, bis 2006:

#### Ortsteil
| Jahr | Einwohner |
| ---- | --------- |
| 2010 | [00]289   |
| 2018 | [00]267   |
| 2020 | [00]246   |
| 2021 | [00]245   |
| 2022 | [0]241    |
| 2023 | [0]258    |

## Religion
Die evangelische Kirchengemeinde Schernikau, die früher zur Pfarrei Schernikau bei Stendal gehörte, wird heute betreut vom Pfarrbereich Möringen-Uenglingen im Kirchenkreis Stendal im Bischofssprengel Magdeburg der Evangelischen Kirche in Mitteldeutschland. Die ältesten überlieferten Kirchenbücher für Schernikau stammen aus dem Jahre 1664.
Die katholischen Christen gehören zur Pfarrei St. Anna in Stendal im Dekanat Stendal im Bistum Magdeburg.

## Politik

### Ortsbürgermeister

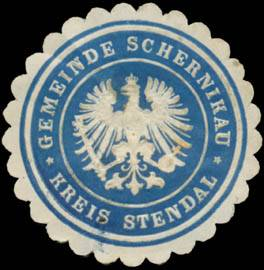
Siegelmarke Gemeinde Schernikau

Ortsbürgermeister der Ortschaft Schernikau ist Reinhard Meier.
Die letzte Bürgermeisterin der Gemeinde Schernikau war Margitta Rohst.

### Ortschaftsrat
Bei der Ortschaftsratswahl am 9. Juni 2024 stellten sich 5 Einzelbewerber zur Wahl, die alle gewählt wurden. Es traten die gleichen Bewerber an, wie bei der Wahl 2019.
Es wurden fünf Männer gewählt. Von 325 Wahlberechtigten hatten 243 ihre Stimme abgegeben, die Wahlbeteiligung betrug damit 74,77 Prozent.

## Kultur und Sehenswürdigkeiten
- Die evangelische Dorfkirche Schernikau, ein romanisches Langhaus mit Chor, wurde am Anfang des 13. Jahrhunderts als Feldsteinbau errichtet. Der älteste Teil ist der Westquerturm, der vermutlich aus dem Ende des 12. Jahrhunderts stammt.[32] Die große Bronzeglocke von 1489 mit einem Durchmesser von 1,12 Metern stammt vermutlich vom Glockengießer Michaelsmeister. Eine kleine Glocke wurde für Kriegszwecke eingeschmolzen. 1933 wurden im Inneren spätgotische Wandmalereien freigelegt.[33][14]
- Die Kirche steht auf dem Ortsfriedhof, der mit einer Feldsteinmauer umgeben ist.

## Verkehrsanbindung
Schernikau liegt an der Landesstraße 15, der Verbindung von Bismark (Altmark) nach Stendal. Es verkehren Linienbusse und Rufbusse von stendalbus. Der nächste Bahnhof befindet sich im Nachbarort Steinfeld (Altmark) an der Bahnstrecke Stendal–Uelzen.

## Persönlichkeiten
- Alexander Schrader (1887–1956), Reichstagsabgeordneter der NSDAP und Sturmbannführer der SS